# Metropolis (magazine)
Pour les articles homonymes, voir Metropolis.
Metropolis est un magazine mensuel marocain gratuit créé en 2011 à Casablanca. Axé sur la culture urbaine, la photographie, le cinéma, l'art et la musique, Metropolis traite également de sujets de fond, sujets de société ou d'écologie, de spiritualité ou de problématiques urbaines liées au monde arabe ou de sciences humaines.

## Ligne éditoriale
Mensuel marocain francophone gratuit, passerelle entre les traditions et le monde contemporain culturel, Metropolis se fait est à la pointe des tendances urbaines du Maroc. Le mensuel accorde également une haute importance au photojournalisme en proposant des reportages photo ainsi que des photos de presse réalisées spécialement pour le magazine par son photographe officiel Wahid Tijani, ou des photographes invités : Imane Djamil, Rim Battal (également une des rédactrices en chef du magazine qui ont travaillé pour le magazine).
Metropolis veut mettre en exergue les cultures urbaines arabes et ainsi proposer un regard critique et neuf sur les cultures du moyen-orient et les cultures arabes et africaines, ainsi que sur les nouvelles scènes contemporaines et les énergies créatives du Maroc.
Julien Casters a créé Metropolis en 2011.

### Un positionnement en dehors des clichés
Le positionnement de Metropolis a attiré la presse internationale lors des évènements de Charlie Hebdo. Metropolis a ainsi été la référence du monde arabophone d'un refus de stigmatisation face à la menace terroriste grimpante (Articles de The New York Times, BBC, Huffington Post Religion, Associated Press…).

## Intervenants
Parmi les journalistes qui ont participé à Metropolis : Rim Battal, Fedwa Misk, Amine Lagssir, Yasmina Lahlou, Jaouad Tamim, Jaime Garba, Zineb Ajaraâm, Oumaima Kebdi, Yassine Ahrar, Halima Agoumi, Zara Kadiri, Fouzia Marouf, Driss Jaydane.

## Tirage et diffusion
Metropolis est un mensuel tiré à 10 000 exemplaires par mois.[réf. souhaitée]